# Орден за бойові заслуги (Македонія)
Орден «За бойові заслуги» — висока військова нагорода Республіки Північна Македонія, яка нагороджується за мужність і в цілому за відзнаку в бойових заслугах.

## Особливості
Має основну форму медальйону з розмірами 65 мм. Медальйон має форму восьмикутної зірки, рамена якої зливаються в коло, що утворює девіз - "За батьківщину" і прапор Республіки Македонія. Навколо рамен зірки вінок із дубових гілок. Над нагрудним знаком — хрест мечів із нанесенням дубових листів. Орден виконано з срібла, позолочений, тонованої теплої емалі. Має відповідний ремінець, який одягається на шию.
На зворотному боці ордена штампується порядковий номер, відповідне клеймо за чистотою металу, з якого вона виготовлена, та клеймо виробника.
Кожна медаль і медаль мають відповідну коробку, певного кольору, який розмірно відповідає розмірам медалей. На кришці скриньки з позолотою назва медалі.
Стрічки для медалей виготовлені з маоринранового шовку встановленого кольору та розміру.

## Критерій
Орденом «За бойові заслуги» нагороджуються:
- представники сил безпеки Республіки Македонія, військові офіцери за видатні успіхи в організації та управлінні збройними силами під час війни та миру; у будівництві та зміцненні обороноздатності Республіки Македонія; у керівництві та управлінні силами безпеки та військовими частинами чи установами для дій, що сприяють успішній та ефективній обороні незалежності, безпеки та територіальної цілісності Республіки;
- за особливу мужність або за особливі заслуги офіцерів поліції, солдатів, офіцерів, підрозділів міліції та військових частин, штабів, команд та установ, які своїм прикладом та вмінням керувати підрозділом, тобто установою створюють умови для досягнення виключно хороших успіхів або які відрізняються вищими, поліцейськими та військовими якостями, які служать прикладом іншим офіцерам і солдатам, а також цивільним особам, які служать у Збройних Силах Республіки Македонія для досягнення особливих результатів, важливих для оборони Республіки;
- військові та поліційні частини і установи за багаторічну успішну діяльність та досягнення особливих результатів у розвитку та зміцненні сил безпеки та збройних сил у Республіці Македонія та
- військовослужбовців іноземних збройних сил за особливий внесок у успішну реалізацію та розвиток відносин і співробітництва між збройними силами своєї країни та збройними силами Республіки Македонія.

## Нагороджені
- 2005 – батальйон спеціального призначення «Вовки».
- 2007 р. - Перша механізована стрілецька бригада СОК АРМ.
- 2007 р. - Друга механізована стрілецька бригада СОК АРМ.
- 2012 - генерал-лейтенант Митр Арсовський.
- 2012 р. – Військова академія Турецької Республіки.
- 2012 – Національна гвардія Вермонта, США.
- 2012 - Батальйон спеціального призначення Управління особливого призначення АРМ.
- 2016 – Підрозділ швидкого розгортання EBR .
- 2016 - Спеціальна оперативна група "Тигр".
- 2016 - батальйон військової поліції Армії Республіки Македонія[1].
- 2016 - Інженерний батальйон Армії Республіки Македонія[1].
- 2016 р. - Департамент прикордонних справ та міграції МВС[1].
- 2016 р. – Навчально-допоміжний підрозділ МВС[1].
- 2017 - Командування навчання та доктрини ARM.
- 2017 - Почесний батальйон ARM[2].
- 2017 р. - Четвертий мотопіхотний батальйон АРМ[2].
- 2018 - Перший механізований батальйон піхоти на АРМ[3].
- 2018 - Батальйон зв'язку ARM[3].